# Johan Bertram den äldre
Johan Bertram, född omkring 1655, död 1734, var en tysk-svensk klingsmed och etsare.
Johan Bertrams far N. Bertram var av franskspråkig vallonsk börd, men anlände till Sverige från Solingen omkring 1630. 1689 omtalas Johan Bertram första gången som smedsmästare vid Wira bruk. 1714-1730 var han ålderman vid Wira hantverksämbete.
Bertram anses som en av 1700-talet främsta metalletsare i Sverige under 1700-talet, och en av de få som signerade sina arbeten.